# Corydalis asterostigma
Corydalis asterostigma là một loài thực vật có hoa trong họ Anh túc. Loài này được H.Lév. mô tả khoa học đầu tiên năm 1912.